# Величко, Виктор Васильевич
Ви́ктор Васи́льевич Вели́чко (16 сентября 1975, Моздок, Северо-Осетинская АССР, СССР) — российский военнослужащий, подполковник. Герой России (1995).

## Биография
Родился 16 сентября 1975 года в г. Моздок Северной Осетии. Рано осиротел. Окончил среднюю школу и ПТУ № 13 г. Моздок.
В 1993 году призван в Российскую Армию. Проходил службу в танковом подразделении 693-го гвардейского мотострелкового полка Северо-Кавказского военного округа, в селении Зарамаг под Владикавказом. Через некоторое время был назначен старшиной роты.
Вызвался добровольцем участвовать в боевых действиях в Чечне.
7 января 1995 года танк прорвался по проспекту Орджоникидзе к президентскому дворцу в центре Грозного и существенно помог орудийным огнём атакующим подразделениям. Однако и сам танк получил повреждения. Около 100 солдат Дудаева окружили поврежденную машину, предлагая экипажу сдаваться, но он ответил огнём в упор и ещё несколькими гранатами. Все члены экипажа получили контузии, командир к тому же был тяжело ранен. Виктор Величко сумел вытащить его из танка, укрыл от взрыва. Когда после взрыва машины отряд Дудаева покинул место боя, Виктор дотащил командира до развалин, а потом вынес на себе в расположение.
Указом Президента Российской Федерации № 491 от 15 мая 1995 года за мужество и героизм, проявленные при выполнении специального задания старшине Величко Виктору Васильевичу присвоено звание Героя Российской Федерации.
Экстерном окончил Владикавказское высшее военное командное училище ВВ МВД. Офицером служил в спецназе Внутренних войск. Принимал участие во второй чеченской войне. В 2006 году окончил Общевойсковую Академию Вооруженных Сил РФ.

## Награды
- Герой Российской Федерации (15 мая 1995 года) — за мужество и героизм, проявленные при выполнении специального задания

## Общественная деятельность
Выдвигался в кандидаты Госдумы РФ 7 созыва от «Патриотов России» по региональной группе Осетии под 2 номером.